# Amira Mohamed Ali
Amira Mohamed Ali (Hamburgo, 16 de enero de 1980) es una política alemana y miembro del Bundestag desde 2017. Desde el 12 de noviembre de 2019 hasta octubre de 2023, fue copresidenta parlamentaria de La Izquierda junto a Dietmar Bartsch. En octubre de 2023, abandonó La Izquierda junto con otros como Sahra Wagenknecht para fundar un nuevo partido. Amira fue la presidenta de la junta directiva de la asociación Bündnis Sahra Wagenknecht, que se transformó en el partido Alianza Sahra Wagenknecht-Por la Razón y la Justicia en enero de 2024.

## Biografía

### Primeros años
Amira Mohamed Ali nació en Hamburgo y creció en Hamburgo-Fuhlsbüttel. Su padre es de Egipto y su madre es alemana. Tras graduarse en la Gelehrtenschule des Johanneums de Hamburgo-Winterhude en 1998, Mohamed Ali estudió Derecho en las universidades de Heidelberg y Hamburgo, donde comenzó y completó sus estudios. Entre 2005 y 2007 completó su pasantía jurídica en el Tribunal Regional Superior de Oldenburg.
Fue admitida en el colegio de abogados en 2008 y trabajó como abogada interna y gerente de contratos para un proveedor de automóviles hasta 2017. Es miembro de IG Metall y de la Asociación Alemana de Bienestar Animal.
Mohamed Ali está casada y vive en Oldemburgo desde 2005.

### Carrera política
Mohamed Ali es miembro de la junta directiva de la asociación distrital de Oldenburg/Ammerland del partido La Izquierda en Baja Sajonia desde 2015. Se postuló por primera vez para un cargo político en las elecciones locales de 2016 en la lista número 2 del distrito electoral VI de la ciudad de Oldenburg. En esta elección, el partido de La Izquierda logró su mejor resultado en una elección local desde su fundación.
Mohamed Ali se presentó como candidata directa por el distrito electoral de Oldenburg-Ammerland en las elecciones federales de 2017. Fue elegida número 5 en la lista estatal de Baja Sajonia de su partido y fue elegida miembro del Bundestag a través de esa lista. En el XIX Bundestag, fue miembro de la Comisión de Asuntos Jurídicos y Protección del Consumidor y de la Comisión de Alimentación y Agricultura. Fue portavoz para la protección de los consumidores y de los animales del grupo parlamentario de La Izquierda en el Bundestag.
El 12 de noviembre de 2019, fue elegida sucesora de Sahra Wagenknecht, junto con Dietmar Bartsch, como copresidenta del grupo parlamentario. Mohamed Ali ganó en una votación competitiva contra Caren Lay, 36 votos contra 29.
En 2023, la disputa entre la populista y Sarah Wagenknecht y la dirección del partido llegó a un punto crítico. Wagenknecht planteó la posibilidad de fundar su propio partido. En agosto de 2023, Mohamed Ali, que pertenece al Grupo Wagenknecht, anunció que dejaría de ser copresidenta del grupo parlamentario debido a la disputa. Para ella es difícil representar la dirección del partido en el Bundestag, afirmó.